# Brännsjön (sjö i Finland)
Brännsjön är en sjö i Finland. Den ligger i kommunen Pedersöre i landskapet Österbotten, i den centrala delen av landet, 400 km norr om huvudstaden Helsingfors. Brännsjön ligger 63 meter över havet. Arean är 5,9 hektar och strandlinjen är 1,28 kilometer lång. Sjön  ingår i Purmo å huvudavrinningsområde.   I omgivningarna runt Brännsjön växer i huvudsak blandskog.